# Eenarig wollegras
Eenarig wollegras (Eriophorum vaginatum) is een pollenvormende vaste plant, die behoort tot de cypergrassenfamilie (Cyperaceae). De soort staat op de Nederlandse Rode lijst van planten als vrij zeldzaam en matig afgenomen.
De plant wordt 30–60 cm hoog en heeft geen wortelstokken. Door uitstoeling wordt een pol gevormd. De stengel is gevuld en naar de top stomp driekantig. De langwerpige, driekantig-borstelvormige bladschijf is V-vormig. Het bovenste stengelblad heeft geen bladschijf en bestaat alleen uit een opgeblazen bladschede.
Eenarig wollegras bloeit van maart tot mei met een eindelingse, tot 2 cm lange, langwerpig-eironde aar. De kafjes zitten in een spiraal en zijn éénnervig. De aar heeft talrijke borstels (omgevormde schutblaadjes), die uitgroeien tot 2,5 cm lange, witte haren. Hieraan heeft de plant de naam wollegras te danken. De vrucht is een driekantig, 2–3 mm lang nootje.
De plant komt voor in moerassig hoogveen, heide en op kapvlakten van berkenbroekbossen. Ze is een kensoort voor het dophei-verbond.

afbeeldingen
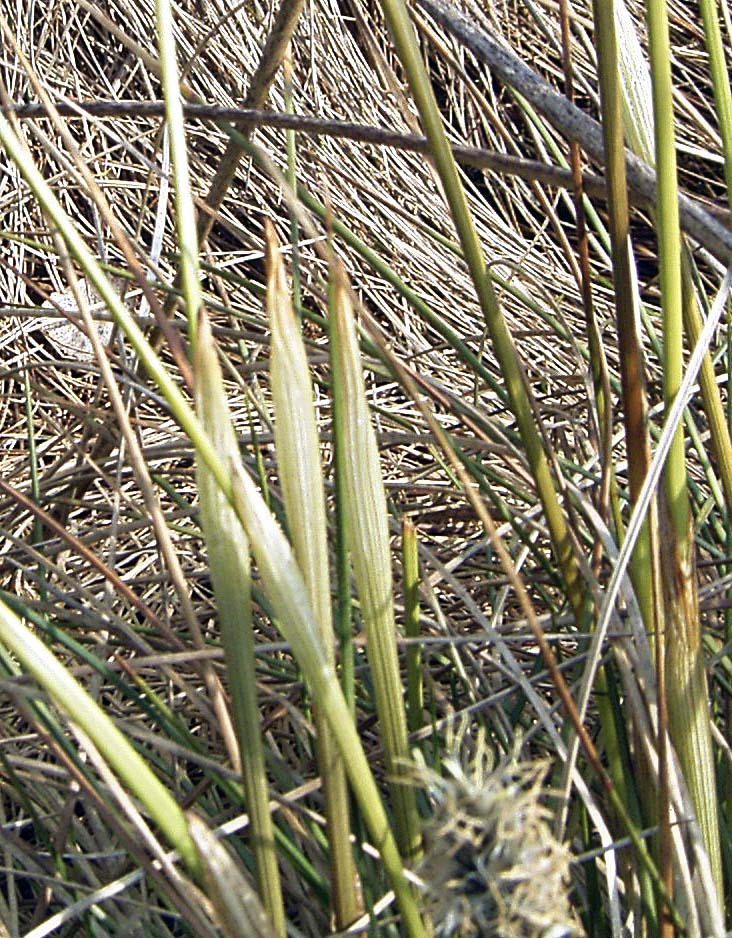
Opgeblazen bladscheden
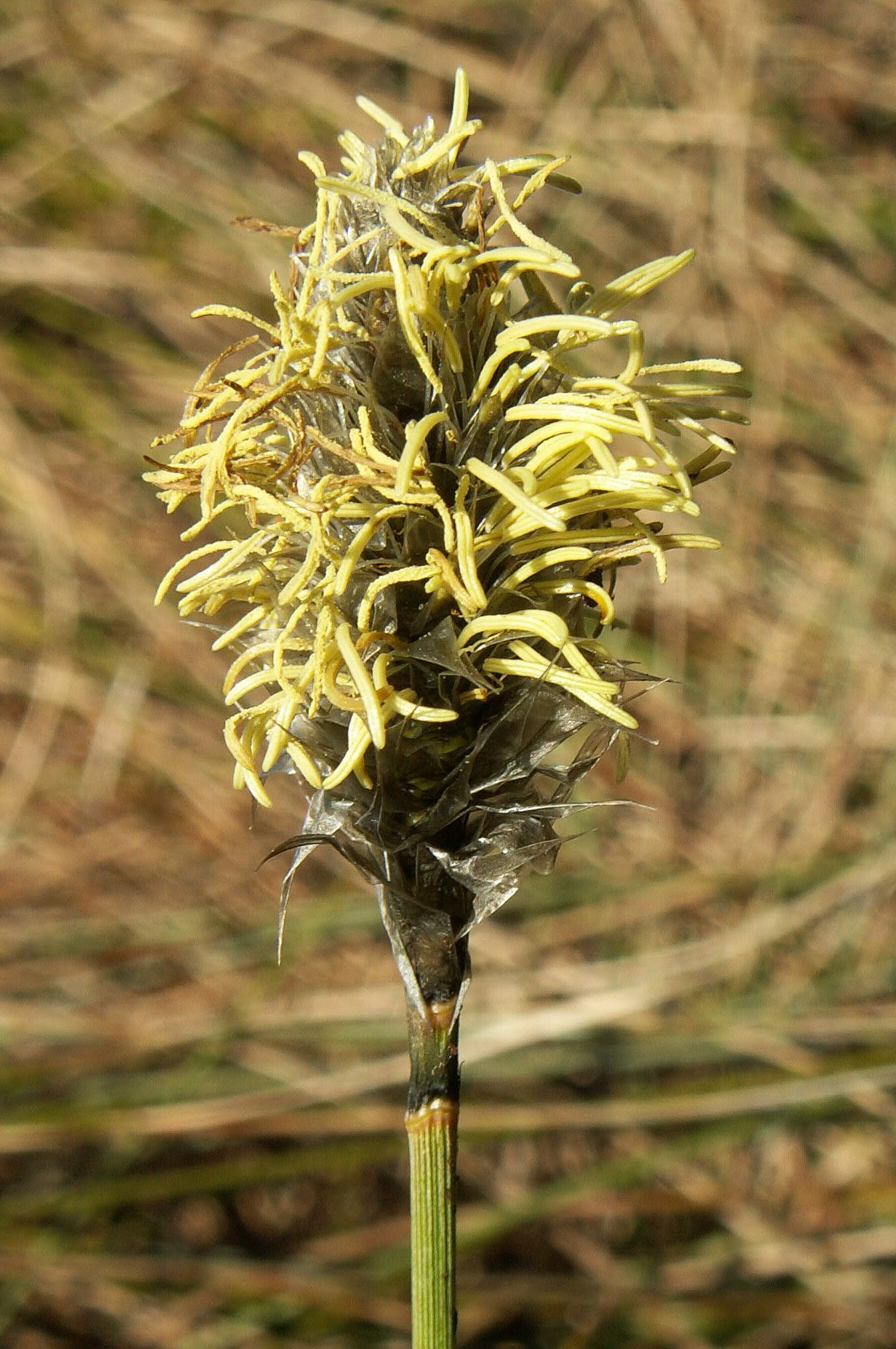
Bloeiwijze
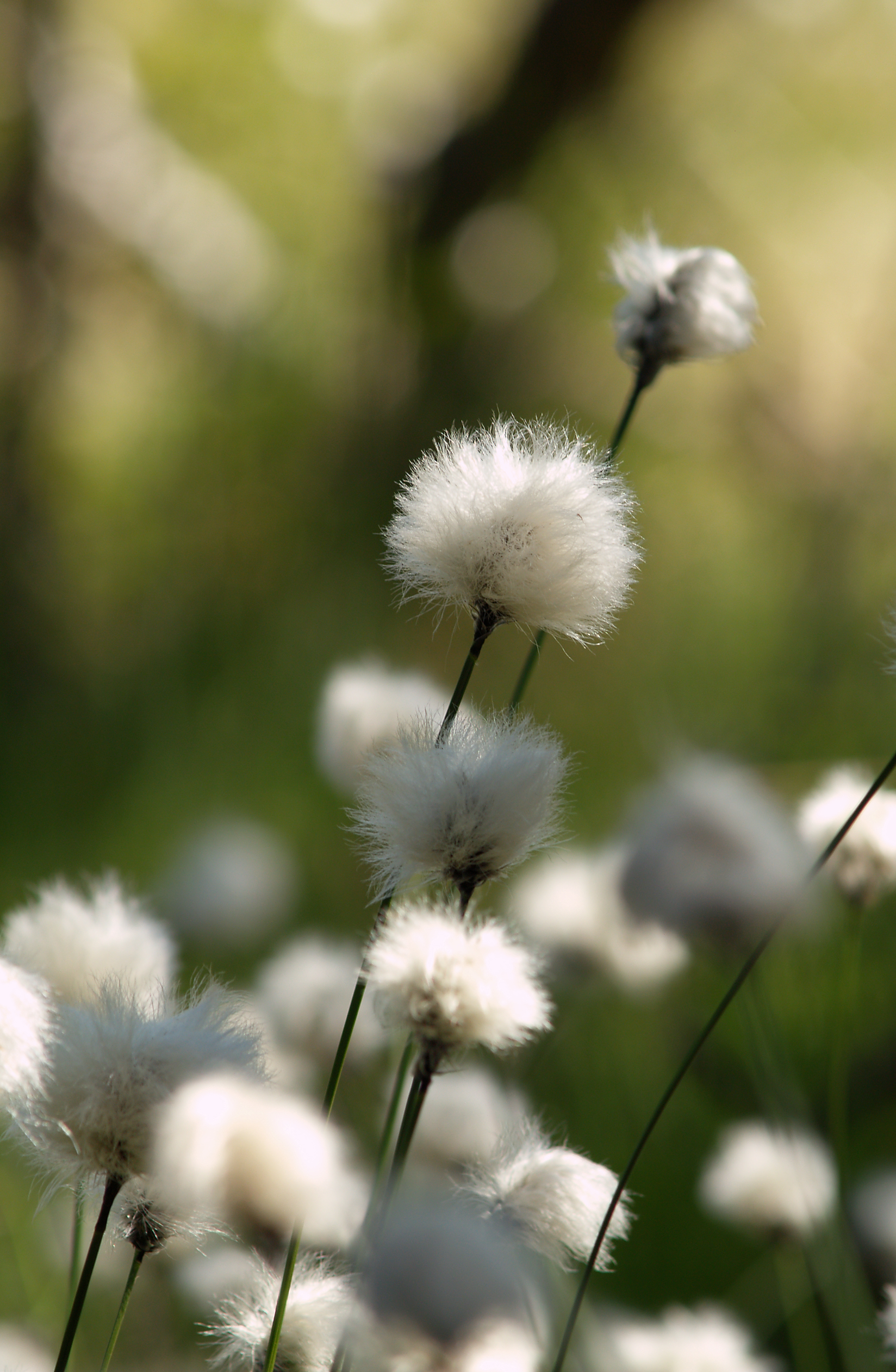
Vruchten

## Namen in andere talen
- Duits: Scheiden-Wollgras, Scheidiges Wollgras, Moor-Wollgras
- Engels: Hare's-tail Cottongrass, Sheathed Cottonsedge
- Frans: Linaigrette vaginée